# ثاتو رانتاو موسا
ثاتو رانتاو موسا (بالإنجليزية: Thato Rantao Mwosa)‏ هي صانعة أفلام وفنانة من بوتسوانا، تُقيم في الولايات المتحدة.

## مسيرتها
سنة 2005، عرضت أول فيلم لها (Don't Leave Me) في مهرجان نيويورك للأفلام القصيرة. وفي العام نفسه، أنجزت فيلمها الثاني (Don't Tell Me You Love Me)، ويصور العنف المنزلي. حاز الفيلم على جائزة «أفضل صانع أفلام ناشئة» في مهرجان روكسبوري السينمائي السابع في عام 2005.
سنة 2007، تم عرض مسلسلها التلفزيوني (Ya M'Afrika) على القناة الفضائية الغابونية (3A Telesud)، وهو مسلسل درامي خيالي يتتبع حياة أربع نساء أفريقيات يعشن كزميلات في المنزل في كوينز، نيويورك. وتابع فيلمها الوثائقي «قبيلة من النساء» عام 2011 النساء العاملات من أجل السلام في السودان.

## أعمالها
- 2005: لا تتركني (Don't Leave Me)، فيلم قصير
- 2005: لا تقل لي أنك تحبني (Don't Tell Me You Love Me)، فيلم قصير
- 2007: يوم زفافي (The Day of My Wedding)
- 2007: يا مفريكا (Ya M'Afrika)، مسلسل تلفزيوني
- 2008: أفريقي في أمريكا (An African in America)
- 2009: راب من أجل الحياة (Rapping for Life)
- 2011: قبيلة من النساء (A Tribe of Women). فيلم وثائقي

## روابط خارجية
- ثاتو رانتاو موسا على موقع IMDb (الإنجليزية)